# Antonio Targioni Tozzetti
Antonio Targioni Tozzetti fue un médico, químico, y botánico italiano (1785, Florencia – 1856).

## Biografía
Antonio Targioni Tozzetti era nieto del naturalista G. Targioni Tozzetti (1712 – 1783). En 1804, se inscribe en la Universidad de Pisa, donde se gradúa tres años más tarde Enseñará botánica, la materia médica, y química en el Hospital Santa Maria Nuova.
Luegp docente de la Cátedra de química en el Conservatorio de Artes y Oficios de Florencia, donde por ej. asistía a Antonio Meucci. En 1815, publica un texto científico dedicado a los "Elementi di chimica". En 1834, transcribe sus lecciones manuscritas, que, con otros documentos, formando una colección conservada en la Biblioteca Nazionale Centrale di Firenze.

## Algunas publicaciones
- 1825. Raccolta di fiori, frutti ed agrumi piu ricercati per l'adornamento dei giardini disegnati al naturale da vari artisti

- 1853. Cenni storici sulla introduzione di varie piante nell'agricoltura ed orticoltura toscana. Firenze, Tipografía Galileiana. 325 p.
  - OpenLibrary
  - también en BHL, donde se puede leer (y copiar) et texto entero.
  - libro entero wikificado en Pl@ntUse

Este libro sigue siendo útil para acceder a las fuentes italianas antiguas, y fue muy citado por los autores sucesivos sobre la historia de las plantas cultivadas, como Alphonse de Candolle (Origine des plantes cultivées, 1882) y Edward Sturtevant (1919).